# In Dreams (After the Burial)
In Dreams è il terzo album studio degli After the Burial, pubblicato il 23 novembre 2010 dalla Sumerian Records.

## Tracce
1. My Frailty – 4:43
2. Your Troubles Will Cease and Fortune Will Smile Upon You – 4:44
3. Pendulum – 4:47
4. Bread Crumbs & White Stones – 3:38
5. To Carry You Away – 5:33
6. Sleeper – 3:19
7. Promises Kept – 4:19
8. Encased in Ice – 3:25

## Formazione
- Anthony Notarmaso - voce principale
- Justin Lowe - chitarra ritmica, produzione
- Trent Hafdahl - chitarra solista, produzione, voce "pulita"
- Lerichard "Lee" Foral - basso
- Dan Carle - batteria, percussioni